# New Bloomfield, Pennsylvania
New Bloomfield är administrativ huvudort i Perry County i Pennsylvania. Veteranmonumentet Soldiers & Sailors Monument är en av ortens sevärdheter. Monumentet avtäcktes den 22 oktober 1898 för att hedra nordstaternas veteraner i amerikanska inbördeskriget.